# کنگره ستاره

پرچم اتحادیه ستاره (نام سابق کنگره ستاره)

کنگره ستاره (کردی برای کنگره ستاره)، که در سال ۲۰۰۵ با نام اتحادیه ستاره (کردی برای اتحادیه ستاره زنان) تأسیس شد، یک کنفدراسیون از سازمان‌های زنان در اداره خودمختار شمال و شرق سوریه است. نام ستاره «به الهه بین‌النهرین باستان اینانا اشاره دارد و امروزه این نام به ستارگان آسمانی نیز اشاره دارد». آنها در پیشرفت‌های قابل توجهی که در نقش جنسیتی در منطقه ایجاد شده‌است، نقش بسزایی داشته‌اند. کار این کنگره بر این ادعا استوار است که «بدون آزادی زنان، یک جامعه واقعاً آزاد غیرممکن است.» یکی از اعضای مؤسس آن، الهام احمد، رئیس مشترک سابق مجلس دموکراتیک سوریه است

## اصول بنیانگذاری
چهار اصل اساسی کنگره ستاره به شرح زیر است:
«کنگره ستاره مبتنی بر اتحاد داوطلبانه سازمان‌ها، نهادها و شخصیت‌های دموکراتیک است. این یک سازمان زنان کنفدرال است که خود را در قالب کمون‌ها، مجامع، آکادمی‌ها، تعاونی‌ها، بنیادها، انجمن‌ها، احزاب و غیره سازماندهی می‌کند.
«هر سازمان، اتحادیه یا کمیته ای که به آن می‌پیوندد از هویت خود محافظت می‌کند. بر اساس اصول وابستگی متقابل به کنگره ستاره می‌پیوندد. این سازمان بر اساس اصول دموکراسی رادیکال عمل می‌کند.»
کنگره ستاره مسئولیت هماهنگی، اجرا و نظارت بر تصمیمات و سیاست‌های نهادها، سازمان‌ها و مجامع کانتون‌های مختلف را بر عهده دارد.
کنگره ستاره انعطاف‌پذیر است و تنوع و مشارکت دموکراتیک را پذیرا است."
کنگره کنگره ستاره هر دو سال یک بار برگزار می‌شود که در آن همه سازمان‌ها و گروه‌های تحت جنبش کنگره ستاره گرد هم می‌آیند تا در مورد کارهای انجام شده در گذشته و همچنین اهداف آینده فکر کنند. هر کنگره تصمیم مبارزه برای آزادی رهبر عبدالله اوجالان را پذیرفته‌است که کنفدرالیسم دموکراتیک او به اصل راهنمای اداره خودمختار شمال و شرق سوریه و جنبش کنگره ستاره تبدیل شده‌است.

## تاریخچه کنگره‌ها (۲۰۰۵–۲۰۱۶)
اولین کنگره در ۱۵ ژانویه ۲۰۰۵ برگزار شد. به دلیل محرمانه بودن جلسه، تنها چند خانم حضور داشتند. در جریان این کنگره تشکیل اتحادیه ستاره اعلام شد. زنان حاضر شروع به تماس با گروه‌های فعال دیگر کردند تا دربارهٔ سرکوب زنان در سراسر سوریه بحث کنند.
کنگره دوم در ۹ تا ۱۰ ژوئیه ۲۰۰۷ برگزار شد. ۶۱ زن در کنفرانس حضور داشتند. کنگره تصمیم گرفت جنبش را گسترش دهد و زنان بیشتری را در سازمان مشارکت دهد، اما رژیم بعث زنان انقلابی را دستگیر کرد.
کنگره سوم در ۶ دسامبر ۲۰۰۹ با حضور ۸۱ زن برگزار شد. این کنگره با شعار «ما ناموس هیچ‌کس نیستیم، افتخار ما آزادی ماست» به منظور افزایش آگاهی در مورد «تعداد زنان و دخترانی که به نام ناموس خانواده کشته می‌شوند» برگزار شد. بحث اصلی کنگره سوم، چگونگی جلوگیری از گسترش فحشا و مواد مخدر و سایر ظلم‌هایی بود که زنان با آن روبه رو هستند.
کنگره چهارم در ۲۹ ژوئیه ۲۰۱۱ تا ۳۰ ژوئیه ۲۰۱۱ درکانتون عفرین برگزار شد. تحت شعار «افزایش سرعت مبارزات آزادی زنان و ایجاد خودگردانی دموکراتیک»، ۱۰۰ زن به نمایندگی از سازمان‌های زنان در سراسر کردستان غربی و سوریه در کنفرانس حضور داشتند. کنگره با درک اهمیت خودگردانی، تصمیم به ایجاد مجامع و کمون گرفت و همچنین یک نهاد ۳۱ نفره را انتخاب کرد که به عنوان هماهنگ‌کننده اداره خودمختار شمال و شرق سوریه عمل کند.
کنگره پنجم در فروردین ۱۳۹۲ برگزار شد. ۲۵۱ زن در این همایش که با شعار «زنان خارج از سازمان نمانند» برگزار شد، شرکت کردند.
کنگره ششم از ۲۵ فوریه ۲۰۱۶ تا ۲۶ فوریه ۲۰۱۶ با موضوع کلی «ساختن یک ملت دموکراتیک به رنگ زنان» برگزار شد. با حضور بیش از ۲۵۰ زن، کنگره تصمیم گرفت نام خود را از اتحادیه ستاره به نام فعلی کنگره ستاره تغییر دهد.

## جوامع اشتراکی

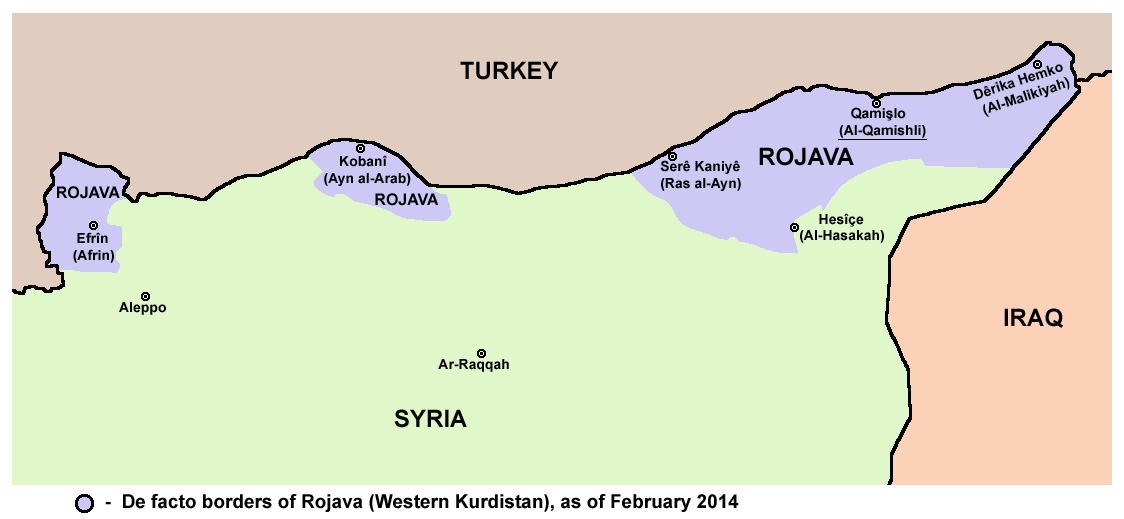
نقشهاداره خودمختار شمال و شرق سوریه، در فوریه ۲۰۱۴.

محله‌ها و شهرک‌ها در اداره خودمختار شمال و شرق سوریه در کمون‌های هفت تا دویست نفری سازماندهی شده‌اند. پیش از این، این کمون‌ها کانتون‌های عفرین، کوبانی و سیزیره را تشکیل می‌دادند. این کمون‌ها در دو شبکه سازماندهی شده‌اند: شبکه‌هایی که توسط جنبش جامعه دموکراتیک (سوریه) اداره می‌شوند، که از مردان و زنان تشکیل شده‌اند، و کمون‌های زنانه، که اساس کنگره ستاره هستند.
در کمون‌های زنان، زنان اغلب برای اولین بار در زندگی خود تشویق می‌شوند تا نظرات خود را به اشتراک بگذارند و اعضای فعال جامعه باشند، نرخ مشارکت زنان در کمون‌ها با میانگین ۵۰ تا ۷۰ درصد است که برخی از آنها به ۱۰۰ درصد می‌رسد.
در هر کمون پنج نوع مختلف کمیته وجود دارد.

## کمیته‌ها
یکی از اهداف اصلی کنگره ستاره، نظارت بر کمیته‌های آموزشی در کمون‌های زنان است. کمیته آموزش وظیفه ارائه آموزش‌های عملی و ایدئولوژیک به همه اعضای کمون را بر عهده دارد. در حالی که آنها دوره‌های تجربی مانند کلاس‌های زبان دارند، تمرکز اصلی آنها آموزش آرمان‌های کنفدرالیسم دموکراتیک است. این کمیته دارای پنج بخش است که بر روی پژوهش متمرکز شده‌اند و مربیانی را آموزش می‌دهند که می‌توانند دوره‌هایی را با سخنرانی‌های مربوطه خود برای حضور زنان ارائه دهند.
کمیته بهداشت در کمون‌ها مسئول هماهنگی بین خدمات بهداشتی منطقه ای و خود کمون‌ها هستند. این کمیته آموزشی در مورد کمک‌های اولیه، طب طبیعی و مراقبت‌های دوران بارداری ارائه می‌دهد. اخیراً، به ویژه در کمون‌های زنان، چندین مرکز بهداشتی درمانی زنان ایجاد شده‌است.
کمیته‌های اقتصادی مسئولیت حمایت از تعاونی‌های کمون را به‌ویژه تعاونی‌هایی که نیازمند استفاده از زمین‌های کشاورزی مشترک هستند، بر عهده دارند.
کمیته‌های حل مشکل مسئول میانجیگری درگیری‌ها در داخل کمون‌ها هستند، خواه همسایه یا خانوادگی باشند. در کمون‌های زنان، کمیته‌های حل مشکل از نزدیک با خانه زنان همکاری می‌کنند، مؤسسه‌ای که در هر شهر یافت می‌شود، که خود را درگیر «راه‌حل پیشرفته تعارض و کمک حقوقی به زنان در همه انواع درگیری‌ها، از جمله خشونت خانگی» می‌کند. ”
کمیته‌های دفاع شخصی در سطح کمون توسط یگان‌های مدافع خلق سازماندهی می‌شوند. این کمیته‌ها متشکل از مردان و زنانی است که آموزش‌های تخصصی دفاعی را دیده‌اند. آنها با نیروهای امنیتی محلی هماهنگ هستند و در مواقع درگیری مسئول امنیت محله هستند.

## تحصیلات
کمیته‌های آموزشی تحت کنترل کنگره ستاره مسئولیت نظارت بر آموزش زنان در کمون‌ها و همچنین آکادمی ستاره را بر عهده دارند. کمیته‌های آموزش سه هدف اصلی دارند: «تحصیل بیشتر زنان، گسترش آگاهی در مورد موضوعات زنان در جامعه به‌طور کلی و تغییر ساختارهای آموزشی موجود». یک موضوع کلی که بر کمیته‌های آموزشی مسلط است، ابتکار عمل «آگاهی دوباره زنان، به منظور کنار گذاشتن نگرش نسبت به مردان و زنانی است که در خدمت مردسالاری هستند». کنگره ستاره بر این باور است که وقتی به زنان آموزش مناسب داده شود، نه تنها می‌توانند ساختارهای قدرتی را که مردان بر آن تسلط دارند آغاز کنند، بلکه نقش فعال تری در جامعه ایفا خواهند کرد. همان‌طور که کنگره ستاره معتقد است «رهایی تنها زمانی رخ می‌دهد که فرد خود و تاریخ خود را بشناسد» داشتن یک آموزش دقیق که بر درک گذشته و درگیری‌های فرهنگی متمرکز باشد برای آزادی بیشتر زنان ضروری است.
اهداف آموزشی کنگره استار حول درک و برچیدن ساختارها و نهادهای قدرت فعلی است. در کلاس‌ها، بر آموزش چگونگی شکل‌گیری این نظام‌های سلطه و چگونگی پیکربندی جوامع قبل از آنها، به ویژه در دوران نوسنگی، میان‌سنگی و پارینه سنگی تأکید می‌شود. کنگره معتقد است که «جوامعی که قبل از غالب شدن نظام‌های مردسالار و سلسله مراتبی وجود داشته‌اند، بر زنان متمرکز بوده‌اند». هدف جنبش نه تنها گنجاندن زنان در چارچوب سنتی دانش، بلکه بازنگری و شکل دهی مجدد این چارچوب‌ها، زیر سؤال بردن جایگاه آنها در جامعه و از هم پاشیدن ایدئولوژی‌های قدرتمند است. برای مثال، آنها اغلب به راه‌های جایگزین برای درک رشد زبان نگاه می‌کنند، مانند تمرکز بر اهمیت تاریخ شفاهی و تأثیرات آواز خواندن و صحبت زنان از بدو تولد با فرزندانشان.
در دوره‌ها، شرکت کنندگان تشویق می‌شوند تا کنجکاوی طبیعی خود را دنبال کنند. آنها بر این اصل تأکید می‌کنند که آزادی و آموزش هر دو بخشی از فرآیندهای جمعی هستند، نه فردی. خود کلاس‌ها مبتنی بر بحث هستند و مربیان از بازتاب خود حمایت می‌کنند. یکی دیگر از اهداف مهم آموزش کنگره استار، بازآموزی مردان و فراگیری پدرسالاری است. هم مردان و هم زنان باید درک کنند که با ایفای نقش بزرگتر زنان در جامعه، نقش مردان نیز باید تغییر کند تا با این تحول سازگار شود. علاوه بر این، آنها آموزش را به عنوان روشی برای دفاع از خود ترویج می‌کنند. به گفته کنگره ستاره، کسانی که تاریخ فرهنگ، سیاست، زبان و غیره خود را می‌شناسند، برای دفاع از خود در برابر سلطه و استفاده از آموزش به عنوان سلاحی علیه سرمایه‌داری مجهزتر هستند.

## ژنولوژی
ژنولوژی (" علم زنان" در کردی) نوعی مطالعه آکادمیک است که بر معرفت‌شناسی فمینیستی و بازآموزی علم متمرکز است که معمولاً از دیدگاه مردانه نوشته و تدریس می‌شود. در سطح محلی، ژنولوژی در «مراکز، مؤسسات و آکادمی‌های تحقیقاتی» از طریق «انجام تحقیقات، توسعه ایده‌ها و اجرای سمینارها و برنامه‌های آموزشی» تدریس می‌شود. ژنولوژی از اعتقاد اوجالان پیروی می‌کند که بدون آزادی زنان، کردستان آزاد یا جامعه آزاد وجود ندارد.
کمیته آموزشی کنگره ستاره در ۱ ژانویه ۲۰۱۶ در کانتون جزیره تأسیس شد. دارای مراکز آموزشی در حسکه، قامشلی، افرین و کوبانی است. هدف این کمیته ایجاد کمیته‌های فرعی در هر کمون و همچنین آموزش زنان در این کمیته‌های فرعی برای آموزش بیشتر زنان محلی است. این کمیته به کردها، عرب‌ها، ترکمن‌ها، چچن‌ها و دیگران آموزش می‌دهد.

## کمیته رسانه زنان
پیش از این رسانه‌های کردی به شدت توسط رژیم بعث سرکوب شده بود تا باعربی‌سازی در از بین بردن فرهنگ و زبان کردی حمایت کند. پرسنل رسانه‌های کردی در طول فعالیت خود با مجازات قانونی، تهدید و گاه حتی مرگ مواجه شدند. از زمان درگیری‌های بخش‌های کردنشین سوریه، کردها بستری برای مشارکت در رسانه‌ها و پراکنده کردن دیدگاه‌های کرد در بین همه فراهم شده‌اند. در سال‌های اخیر، زنان به ویژه برای صنعت ضروری شده‌اند.
در آوریل ۲۰۱۴، کمیته رسانه زنان تشکیل شد. در این کنفرانس که با حضور روزنامه نگاران و پرسنل رسانه از سراسر اداره خودمختار شمال و شرق سوریه برگزار شد، تصمیم به ایجاد یک مرکز رسانه ای زنان در شمال سوریه به عنوان ستادی گرفته شد که از طریق آن زنان روزنامه‌نگار بتوانند گرد هم آیند و با یکدیگر همکاری کنند. تا سال ۲۰۱۸، ۵۷ درصد از موسسات رسانه ای در شمال سوریه زن بودند.

## شورای زنان برای عدالت اجتماعی

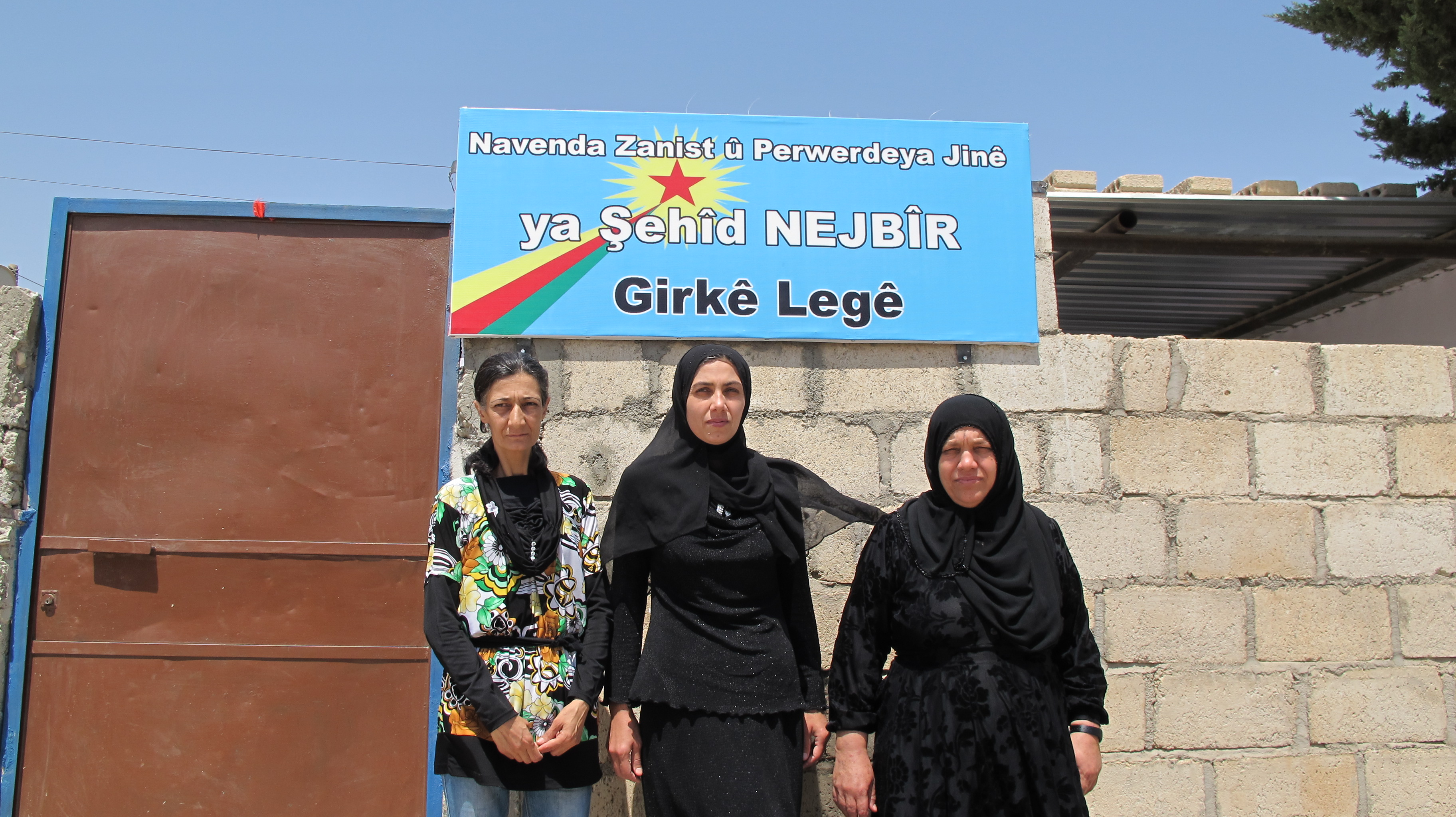
مرکز زنان به بازماندگان خشونت خانگی، تجاوز جنسی و سایر اشکال آسیب خدمات ارائه می‌دهد.

شورای زنان برای عدالت اجتماعی «بر تمامی نهادهای قضایی و اجتماعی نظارت دارد و بر تمامی نهادهای قضایی زنان در منطقه نظارت دارد.» زنان ۵۰ درصد از سهام نظام عدالت اجتماعی را در اختیار دارند و «در تهیه لوایح دموکراتیک مربوط به زنان، کودکان و مسائل خانواده سهیم هستند.»
اهداف این شورا دفاع از حقوق فردی و اجتماعی، نفی اصول جامعه سنتی و نظام بین‌الملل سنتی، مبارزه با انواع «خشونت سنتی مردسالارانه علیه زنان مانند جنایات ناموسی» و لغو «اقتدارگرایی مردانه» است. به جای آن «ویژگی‌های اجتماعی برآمده از طبیعت زنان مانند برابری، همکاری، مشارکت، عدالت و مبارزه با ایدئولوژی‌های استبدادی» را جایگزین آن کند.
از سال ۲۰۱۵، کنفرانس‌های سالانه شورای زنان برای عدالت اجتماعی برگزار شده‌است.